# Łęki Małe (województwo wielkopolskie)
Łęki Małe – wieś w Polsce położona w województwie wielkopolskim, w powiecie grodziskim, w gminie Kamieniec.
W latach 1975–1998 miejscowość położona była w województwie poznańskim.

## Historia
Nazwa wsi pochodzi najprawdopodobniej od łąk znajdujących się w pobliżu. Wcześniejsze nazwy to: Mała Łąka, Lęky minor, Lansek.
Pierwsze wzmianki pochodzą z 1303 roku. Osadnictwo na tym terenie na pewno było dużo wcześniej, o czym świadczą znajdujące się w pobliżu największe skupisko kurhanów w Wielkopolsce zwane „wielkopolskimi piramidami”.
W okresie Wielkiego Księstwa Poznańskiego (1815-1848) miejscowość wzmiankowana jako Łęki Małe należała do wsi większych w ówczesnym pruskim powiecie Kosten rejencji poznańskiej. Łęki Małe należały do okręgu wielichowskiego tego powiatu i stanowiły – wraz ze wsią Wilanów, dziś Wilanowo – odrębny majątek, którego właścicielem był wówczas Nepomucen Żółtowski. Według spisu urzędowego z 1837 roku Łęki Małe liczyły 145 mieszkańców, którzy zamieszkiwali 14 dymów (domostw).